# 许四海
许四海（1946年5月15日—2020年6月5日），江苏盐城人，中国艺术品鉴藏家、紫砂壶制作師傅、茶文化专家。

## 生平
1946年生于江苏省建湖县的一个农民家庭。幼年随母逃荒到上海，10岁开始拣煤渣养家。由于家境艰难，只读过两年书，在上海当过售票员和木工。1964年参加中国人民解放军，随部队驻扎在广东潮汕地区。潮汕人喜饮工夫茶，好用紫砂壶。在部队当文化干事的许四海耳濡目染，也渐渐爱上了饮茶玩壶。1960年代末参加越南战争，任侦察排长。回国后曾在广州空军服役，1970年代末转业回上海，在公用事业学校历任学生科、总务科和膳食科科长等职。期间自学陶艺，拜唐云为师。1984年辞去公职，赴江苏宜兴制作茶壶。参与宜兴紫砂二厂的创建工作，任助理厂长。1985年，其手制的紫砂滴水“夏意”在轻工部首届全国陶瓷作品评比中获得金奖。1987年回到上海，在兴国路成立四海茶具馆，唐云题写馆名，藏有近两百件宜兴紫砂茶具。1989年赴新加坡举办个人作品展。1992年，四海茶具馆获得上海市文物管理委员会的特批，成为中华人民共和国第一家私立博物馆。1997年，博物馆搬至嘉定江桥。同时，他还在嘉定区曹安路建设百佛园，弘扬茶文化。2012年，许四海被评为上海市第三批非物质文化遗产项目海派紫砂艺术代表性传承人。
2020年6月5日上午6时06分在上海逝世。